# Guddehosuru, Channapatna
Guddehosuru là một làng thuộc tehsil Channapatna, huyện Ramanagara, bang Karnataka, Ấn Độ.